# Silvestro ai grandi magazzini
Silvestro ai grandi magazzini (A Bird in a Guilty Cage) è un film del 1952 diretto da Friz Freleng. È un cortometraggio d'animazione della serie Looney Tunes, distribuito negli Stati Uniti il 21 giugno 1952. Il titolo originale è un gioco di parole sulla canzone "A Bird in a Gilded Cage".

## Trama
Silvestro è fuori dal grande magazzino Stacy's (parodia di Macy's), quando nota che Titti è in vendita nella vetrina. Il gatto si intrufola nel negozio e sale fino alla gabbia di Titti, che gli chiede cosa voglia fare. Silvestro allora cerca di ingannarlo fingendo di voler "giocare al sandwich", così lo fa entrare in un panino e tenta di mangiarlo. Scoperte le intenzioni di Silvestro, Titti fugge col gatto alle calcagna. L'inseguimento continua in vari reparti del negozio con Silvestro che tenta in diversi modi di acchiappare Titti senza mai riuscirci, finché il canarino non passa attraverso i tubi della posta pneumatica e il gatto va dall'altra parte per prenderlo. Tuttavia, Titti esce da un buco diverso e ci mette dentro un candelotto di dinamite acceso. Silvestro lo ingoia, pensando che si tratti di Titti, ma mentre esce il candelotto esplode lasciandolo annerito. Decide quindi di eliminare i canarini dalla sua dieta, dicendo a sé stesso che gli "scombussolano troppo lo stomaco".

## Distribuzione

### Edizione italiana
Il corto fu distribuito in Italia il 5 dicembre 1964 nel programma Arriva Speedy Gonzales!, in inglese sottotitolato; Fu doppiato all'inizio degli anni settanta per la trasmissione sul Programma Nazionale all'interno de Gli eroi di cartone, senza utilizzare la colonna internazionale e quindi sostituendo la musica presente durante i dialoghi e lasciando in inglese la canzone di Titti. Nel 1999 fu eseguito un ridoppiaggio per la televisione dalla Time Out Cin.ca, diretto da Massimo Giuliani su dialoghi di Raffaella Pepitoni.

### Edizioni home video

#### VHS
America del Nord
- Sylvester and Tweety: The Best Yeows of Our Lives (12 agosto 1992)

#### Laserdisc
- Sylvester & Tweety's Bad Ol' Putty Tat Blues (1994)

#### DVD
Il corto fu pubblicato in DVD-Video in America del Nord nel terzo disco della raccolta Looney Tunes Golden Collection: Volume 2 (intitolato Tweety and Sylvester and Friends) distribuita il 2 novembre 2004, dove è visibile anche con la sola colonna internazionale; il DVD fu pubblicato in Italia il 16 marzo 2005 nella collana Looney Tunes Collection, col titolo Titti e Silvestro. In America del Nord fu inserito anche nel primo disco della raccolta DVD Looney Tunes Spotlight Collection Volume 2, uscita il 2 novembre 2004. In Italia fu invece incluso nel DVD Il tuo simpatico amico Tweety uscito il 9 settembre 2009.